# Andrea Stašková
Andrea Stašková (ur. 12 maja 2000 w Znojmie, Czechy) – czeska piłkarka, grająca na pozycji napastnika.

## Kariera piłkarska

### Kariera klubowa
Wychowanka klubów Znojmo oraz Sparta Praga. W 2016 rozpoczęła karierę piłkarską w Sparta Praga. W lipcu 2019 podpisała kontrakt z Juventusem Women.

### Kariera reprezentacyjna
12 czerwca 2018 debiutowała w narodowej reprezentacji Czech. Wcześniej broniła barw juniorskiej reprezentacji U-15 i U-17 oraz młodzieżowej U-19.

## Sukcesy i odznaczenia

### Sukcesy piłkarskie
Sparta Praga
- mistrz Czech: 2017/18, 2018/19
- zdobywca Pucharu Czech: 2016/17, 2017/18, 2018/19

### Sukcesy indywidualne
- królowa strzelców Mistrzostw Czech w piłce nożnej kobiet: 2018/19 (32 goli)
- talent roku w Czechach: 2017, 2018